# Rue Eugène-Atget
La rue Eugène-Atget est une voie située dans le quartier de la Maison-Blanche du 13e arrondissement de Paris. Elle n'est pas ouverte à la circulation automobile.

## Situation et accès
La rue Eugène-Atget est desservie par la ligne 6 à la station Corvisart.

## Origine du nom
Elle porte le nom du photographe français Eugène Atget (1857-1927) qui vécut dans le 13e arrondissement.

## Historique

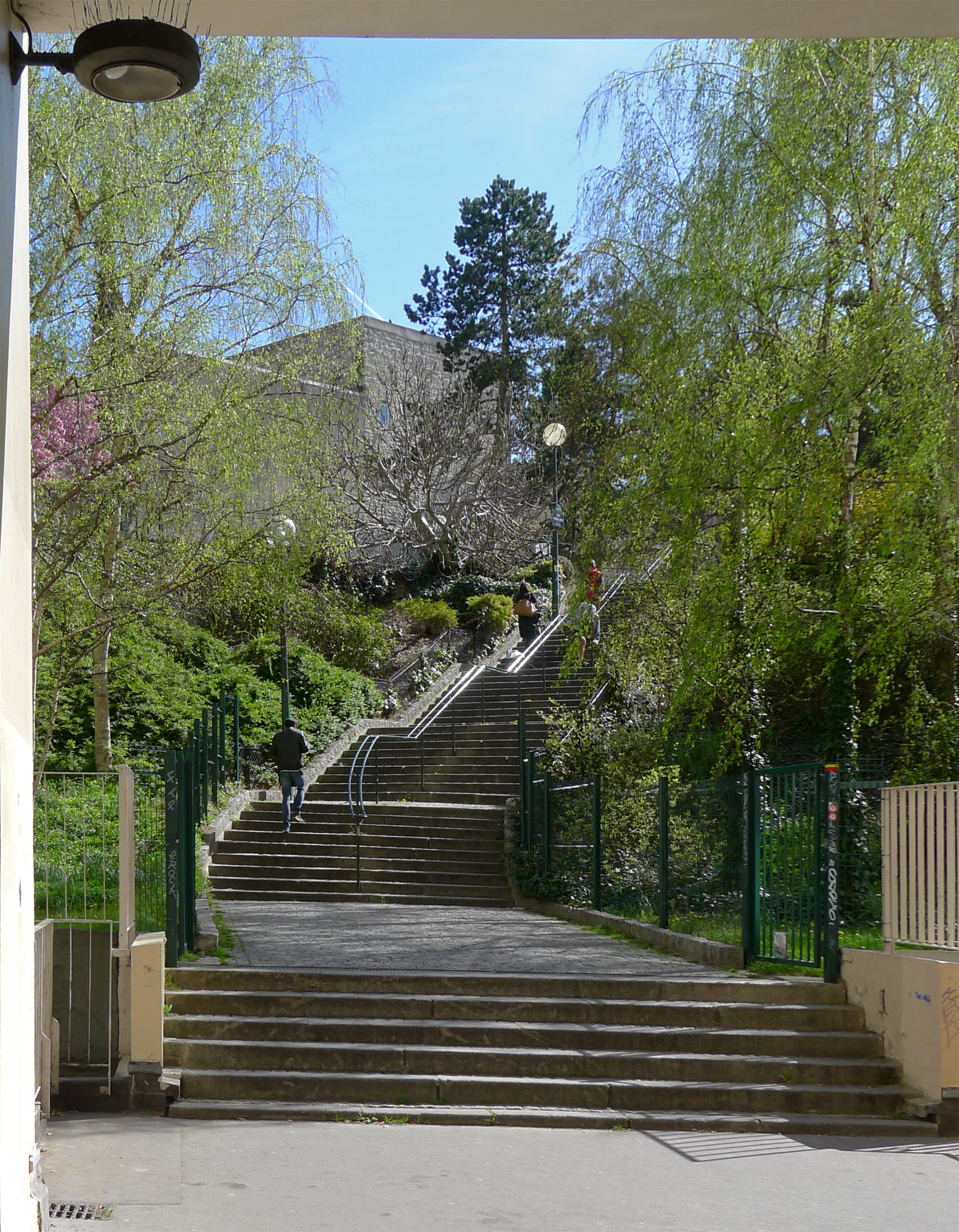
Les escaliers de la rue.

Cette voie, précédemment dénommée « voie AR/13 » dans le prolongement de la rue Jonas, est aménagée en 1978 lors de la restructuration de l'îlot et la construction des immeubles sous laquelle elle passe pour aboutir au boulevard Auguste-Blanqui et permettre un nouvel accès à la Butte-aux-Cailles par une série d'escaliers. Elle prend sa dénomination par arrêté municipal du 30 août 1978. 

## Bâtiments remarquables et lieux de mémoire
- Au no 2, accès au jardin Brassaï ouvert en 1977.

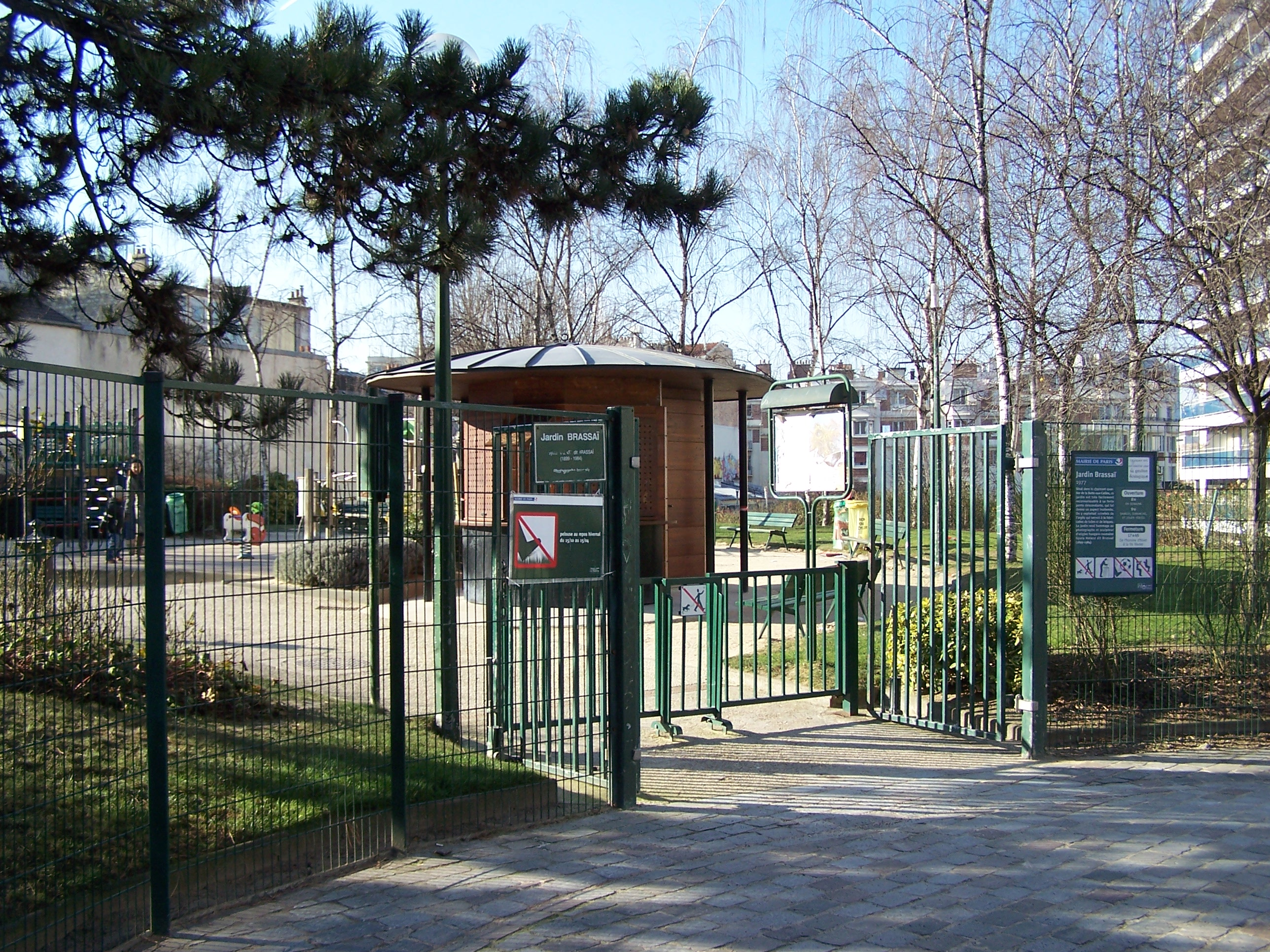
Entrée du jardin Brassaï.